# (8654) 1990 KC1
A (8654) 1990 KC1 a Naprendszer kisbolygóövében található aszteroida. Robert H. McNaught fedezte fel 1990. május 20-án.